# Pequod (Band)
Pequod ist eine Death-Metal-/Thrash-Metal-Band aus München.

## Geschichte
Die Band Pequod wurde 1998 in München gegründet und benannte sich nach dem Schiff des tragischen Helden Captain Ahab aus Herman Melvilles Roman Moby-Dick von 1851.
Auf die beiden weitgehend von der Band selbst produzierten Demos Star(t) (2001) und Epilepticat (2002), folgte im Jahr 2004 die EP PequoD, welche unter der Regie von Jan Vacik in den Münchner Dreamsound Studios aufgenommen wurde. Im Jahr 2010 wurde das Debütalbum Forgotten ebenfalls in den Dreamsound Studios von Jan Vacik produziert, welches Anfang 2011 über Thunderblast Records / Twilight Vertrieb europaweit veröffentlicht wurde. Für die Aufnahmen konnten namhafte Gastmusiker wie Steffen Kummerer (Obscura) und Daniel Droste (Ahab und Ex-Midnattsol) gewonnen werden. Das Album Forgotten erhielt positive Kritiken in renommierten Musikzeitschriften wie Metal Hammer #6/2011, Rock Hard #290/2011 und Legacy #73/2011 sowie in diversen Online-Magazinen.
Von den Musikern, welche das Album Forgotten einspielten, verließ 2012 Schlagzeuger Stephan Hieber die Band und wurde durch Maurizio Guolo (Haggard) ersetzt. Ende 2013 verließ Bassist Kris Samodol nach sieben Jahren ebenfalls die Band, um sich auf seine andere Band Smoke the Sky zu konzentrieren und wurde durch Florian Schwarzfischer (Hope Dies First) ersetzt.
Im August 2014 wurde ein offizieller Videoclip zum Lied Hell Within in Zusammenarbeit mit den Saloon Studios unter der Regie von Randy M. Salo aufgenommen. Der Titel Hell Within wurde vorab auf einem Sampler Münchner Underground-Bands über Chaos Blast Records und im Internet veröffentlicht.
Im Sommer 2016 wurde die vier Track Ep "False Divinity" veröffentlicht. Für die Produktion war Gitarrist Daniel Kirstein verantwortlich. Den Mix übernahm Fredrik Folkare (Unleashed), (Firespawn), ex (Necrophobic), das Mastering Peter In de Betou (Meshuggah), (Opeth), (Amon Amarth), (Dismember), (Nasum), (Katatonia) u. v. a. in den Tailor Maid Studios in Schweden.

## Stil
Auf Grund der unterschiedlichen musikalischen Hintergründe der Bandmitglieder (u. a. ehemalige Mitglieder der Band Darkseed) vereinen Pequod verschiedene Metal-Stile in ihrem Sound. Nach einigen Besetzungswechseln entwickelte sich der Sound der Band zunehmend in Richtung rhythmusorientiertem Death-Thrash-Metal mit melodischen Gitarrenläufen. Zusätzlich sorgen das progressive Drumming und der Gesang, der sich in einer Bandbreite von tiefem Death-Metal-Growling bis zu aggressiven Shouting bewegt, für den Wiedererkennungswert der Band. Der musikalische „Vortic-Death-Thrash“-Stil der Formation kann als Mischung aus Bay Area Thrash und schwedischem Death Metal beschrieben werden.
Thorsten Zahn vom Metal Hammer vergleicht das Riffing mit dem von Heaven Shall Burn, die Geschwindigkeit mit der von Legion of the Damned und die Aggression mit der von Kataklysm.

## Diskografie
- 2001: Star(t) (Demo-CD)
- 2002: Epilepticat (Demo-CD)
- 2004: Pequod (Mini-CD)
- 2011: Forgotten (Album, Thunderblast Records / Twilight Vertrieb)
- 2014: Hell Within (Single, Chaos Blast Records)
- 2016: False Divinity (EP, Eigenproduktion)
- 2020: Spineless (Album, Eigenproduktion)

### Samplerbeiträge
- 2001: I Don't Waste My Time auf Deathophobia VII (7)
- 2004: As They Are auf Underground Domination Volume I
- 2005: Lucid Dreams auf Joining Forces Three The Hard Way
- 2011: Tragedy auf Twilight Compilation Vol. 4
- 2011: Sickness auf Metal Hammer Sampler Vol. 164
- 2014: Hell Within auf Chaos Blast Sampler 014